# جرن العقلة (يريم)

تعديل مصدري - تعديل

جرن العقلة محلة تابعة لقرية مرس، التابعة لعزلة رعين بمديرية يريم إحدى مديريات محافظة إب في الجمهورية اليمنية.، بلغ تعداد سكانها 144 حسب تعداد اليمن لعام 2004.